# تینا دسای
تینا دسای (به انگلیسی: Tina Desai) (زاده ۲۴ فوریه ۱۹۸۷) بازیگر، مدل هندی است.
از مجموعه هایی که وی در آن نقش داشته است می‌توان به حسی، شرافت مدت زیادی است که از بین رفته‌است و باب بیسواس اشاره کرد.